# Billy Milligan
William Stanley Milligan, all'anagrafe William Stanley Morrison e noto semplicemente come Billy (Miami Beach, 14 febbraio 1955 – Columbus, 12 dicembre 2014), è stato un criminale statunitense.
Affetto da disturbo dissociativo dell'identità, è stato protagonista di un caso mediatico che sconvolse gli Stati Uniti d'America alla fine degli anni settanta. Colpevole di avere rapito, violentato e rapinato tre studentesse universitarie, fu assolto per infermità mentale.
Il caso Milligan è di rilevante importanza nella storia giudiziaria statunitense: infatti per la prima volta un criminale, sebbene riconosciuto colpevole dei reati commessi, è stato assolto perché affetto da una patologia mentale che non lo rendeva responsabile delle azioni compiute.

## Biografia

### L'infanzia e l'adolescenza
Billy Milligan nasce il 14 febbraio 1955 a Miami Beach, in Florida (Stati Uniti), da Dorothy Pauline Sands e Johnny Morrison.
Secondo quanto riportato nella sua biografia, il disturbo dissociativo dell'identità si manifestò in Billy già dall'età di quattro anni, quando emerse la prima personalità. A nove anni, in seguito alle violenze inflitte dal patrigno, la sua mente si disgregò in ventiquattro diverse identità.
Di nessuna di esse Billy aveva coscienza; infatti egli avvertiva soltanto vuoti di memoria e sentiva voci, rimanendo inconsapevole delle azioni compiute dalle altre personalità.
Sospeso da scuola perché trovato a vagare in stato di trance per la città, a quindici anni venne ricoverato per la prima volta nel Columbus State Children's Hospital, un ospedale psichiatrico, dove il dottor Harold T. Brown gli diagnosticò una «nevrosi isterica con aspetti passivo-aggressivi». Dopo appena tre mesi, dietro pressante richiesta della madre, Milligan fu dimesso, seppur con l'obbligo di continuare la terapia in sede ambulatoriale. Il continuo stato di confusione in cui egli viveva si alternava a brevi scorci di lucidità e proprio in quei momenti, completamente disorientato, Billy tentò spesso il suicidio. La prima volta fu a sedici anni, quando salì sul tetto della scuola per gettarsi di sotto, ma in quell'occasione Ragen, una delle personalità, prese il controllo della sua coscienza e gli impedì di uccidersi.
Da quel momento Billy fu tenuto per sette anni in un costante stato di incoscienza dalle sue personalità dominanti che gli impedirono nuovi tentativi di suicidio. In realtà la vita sociale di Billy era vissuta via via dalle varie personalità che si manifestavano alternandosi, a seconda delle situazioni da affrontare. Espulso dalla scuola superiore nel 1972, a diciassette anni Milligan riuscì ad arruolarsi nella Marina militare statunitense, dove fu nominato sottoufficiale. Dopo appena un mese, appurata la sua instabile condizione mentale, fu congedato.

### Gli arresti
L'8 luglio 1972 fu arrestato per sequestro, stupro e aggressione a mano armata a danno di due prostitute. Archiviata l'accusa di sequestro, Billy fu riconosciuto colpevole per gli altri capi di accusa e venne affidato al campo correttivo giovanile di Zanesville, in Ohio, dove rimase per quattro mesi.
Il 21 gennaio 1975, a vent'anni, venne arrestato con l'accusa di aver rubato stupefacenti in una farmacia, il Gray Drug Store. A questa si aggiunse l'accusa di aggressione e rapina a mano armata a danno di diverse vittime nelle piazzole di sosta delle contee di Fairfield e Hocking. Consigliato dall'avvocato George Kellner, il 25 marzo successivo si dichiarò colpevole di «rapina e rapina aggravata»: ottenne così una pena scontata per le aggressioni nelle aree di sosta, ma subì una condanna da 2 a 5 anni per la rapina alla farmacia. Il 9 giugno fu trasferito all'istituto correttivo di Lebanon, presso Cincinnati, per poi essere rilasciato sulla parola il 26 aprile 1977, in libertà condizionale.
Il 27 ottobre dello stesso anno Billy venne nuovamente arrestato, questa volta con l'accusa di avere rapito, stuprato e rapinato in piena mattina tre studentesse della Ohio State University. Riconosciuto dalle vittime attraverso le foto segnaletiche e il confronto all'americana e identificato anche dalle impronte lasciate sulla portiera dell'auto di una delle ragazze, fu messo in carcere in attesa del processo.

### La difesa
Durante la preparazione della difesa emerse un comportamento strano dell'accusato. Ogni volta che veniva interrogato sembrava essere una persona diversa: una volta appariva fragile, insicuro, sull'orlo di una crisi di pianto e la volta successiva si mostrava arrogante, risoluto o apatico. Sottoposto a una prima perizia psichiatrica, condotta dal dottor Willis C. Driscoll (psichiatra clinico), gli venne diagnosticata una «schizofrenia acuta». Interrogato poi dalla dottoressa Dorothy Turner, psichiatra del Southwest Community Mental Health Center in Columbus (Ohio), Billy cominciò a far emergere le varie identità; gli fu allora diagnosticato un «disturbo di personalità multipla», il che permise ai suoi due avvocati difensori, Gary Schweickart e Judy Stevenson, di costruire l'intera difesa sull'infermità mentale.
Il 16 marzo 1978 Milligan fu trasferito all'ospedale psichiatrico Harding Hospital (Worthington, Ohio) per essere giudicato idoneo o meno al processo. Qui trascorse sette mesi, durante i quali il dottor George Harding riuscì a convincere le personalità a "tenere sveglio" Billy per tentare un processo di "fusione". Questo processo prevedeva la conoscenza da parte dell'identità principale, Billy, di tutte le altre personalità: queste venivano invitate a comunicare tra loro mentre Billy era sveglio, in modo da superare l'amnesia e ricordare tutte le attività, gli spostamenti e i pensieri delle varie identità; solo a quel punto si sarebbe potuto procedere con la fusione di tutte le personalità.

### Il processo
La terapia sembrò funzionare e Billy, giudicato pronto per il processo, fu portato davanti alla corte. Intanto il caso Milligan diventò un vero e proprio caso mediatico: giornali e media si interessarono alla sua vicenda, nonostante i tentativi degli avvocati di tenere nascosta la faccenda. La pressione esercitata su Billy fu molto forte, al punto che la sua fragile "fusione" cedette e due delle personalità si dissociarono: Arthur e Ragen, in realtà mai completamente "fuse" con lui.
Il processo senza giuria iniziò il 4 dicembre 1978. Dopo avere ascoltato le testimonianze a verbale e le varie relazioni psichiatriche, Milligan fu giudicato «non colpevole per infermità mentale». Il giudice, pur riconoscendo la colpevolezza dell'imputato per i reati di cui era accusato, concluse che all'epoca dei fatti non era nel pieno possesso delle facoltà mentali e quindi non era responsabile delle proprie azioni. In accordo con la difesa e l'accusa, Billy fu trasferito all'Athens Mental Health Center, in Athens (Ohio), per ricevere le adeguate terapie, stabilite dal dottor David Caul.

### La riabilitazione
(Billy Milligan. Dal libro "Una stanza piena di gente" di Daniel Keyes, Editrice Nord, 2009, pag. 179)
Nonostante la regressione, tutte le personalità di Billy si dimostrarono collaborative e decise a riabilitarlo per fargli riacquistare credito presso la società. In questo periodo Billy decise di far conoscere la sua storia al mondo e dimostrare quali danni può provocare la violenza sui bambini. Cedette i diritti della sua biografia per un libro e un film, dichiarando di voler utilizzare parte del ricavato per aprire un centro per la prevenzione degli abusi sui minori.
Durante la permanenza all'ospedale psichiatrico emersero altre tredici identità, gli indesiderabili, normalmente tenute sotto silenzio dalle personalità dominanti, ma ora ribelli e decise a uscire allo scoperto. Ne emerse poi un'altra che si rivelò la più importante: il Maestro, la somma e la vera fusione di tutte le personalità distinte, di tutte le loro conoscenze, talenti e ricordi, il vero Billy Milligan. Grazie alla terapia usata dal dottor Caul, i "momenti di confusione" (l'alternanza incontrollata delle personalità) furono sempre meno frequenti, mentre «Billy il Maestro» riusciva a rimanere "fuso" per periodi sempre più lunghi. Raggiunto un apparente equilibrio, Billy fu reintrodotto gradualmente nella società, in modo da permettergli di ricostruire le sue relazioni sociali.

### La ricaduta e l'internamento
Evitata la condanna per i reati commessi a danno delle tre studentesse universitarie, rimaneva da scontare la pena per le aggressioni nelle aree di servizio e la rapina alla farmacia Gray Drug Store del 1975, aggravata ora dalla violazione di una delle clausole stabilite per la libertà vigilata, ovvero quella di non detenere armi: Milligan ne possedeva diverse in casa, come constatato dal rapporto di perquisizione al momento del suo arresto nel 1977. Alla luce dei nuovi eventi, sperando di ottenere la non colpevolezza anche per quei vecchi reati, gli avvocati di Billy si appellarono nuovamente all'infermità mentale e chiesero il ritiro della dichiarazione di colpevolezza rilasciata da Billy durante il processo del 1975, ma la mozione venne rifiutata.
La tensione causata dall'attesa del processo, le nuove accuse di presunto stupro a danno di due pazienti dell'ospedale di Athens e i tentativi continui da parte della stampa di screditarlo gettarono Billy in un profondo stato di depressione che lo fecero dissociare nuovamente. Milligan tentò il suicidio e la fuga dall'ospedale. Convenuto che l'Athens Mental Health Center non era più in grado di garantire il suo trattenimento nella struttura, Billy fu trasferito il 4 ottobre 1979 in un manicomio criminale di massima sicurezza: il Lima State Hospital for the Criminally Insane, in Ohio. Le procedure di trasferimento furono favorite dall'intervento diretto di due esponenti politici: Mike Stinziano per il partito democratico di Columbus e Claire Ball per il partito repubblicano di Athens.
Nell'ospedale psichiatrico di Lima a Milligan fu diagnosticata una «schizofrenia pseudosociopatica con episodi dissociativi», respingendo con forza la precedente diagnosi di "personalità multipla". La nuova terapia che gli fu imposta esacerbò la malattia, portandolo alla definitiva disgregazione delle identità. Il Maestro scomparve e Billy fu tenuto addormentato dalle altre personalità per impedirgli il suicidio. Inoltre all'interno dell'ospedale Milligan fu provocato, vessato e picchiato brutalmente.

### Le ultime vicende
Fin dal suo internamento a Lima e ancor più di fronte alla consapevolezza delle violenze subite, gli avvocati di Billy chiesero in varie udienze il suo trasferimento all'Athens Mental Health Center per le cure adeguate, ma ogni volta il giudice dispose la sua permanenza in un manicomio di massima sicurezza, ritenendolo un pericolo per sé e per gli altri. Il 19 novembre 1980, dopo che il Lima State Hospital fu trasformato in carcere, Billy fu trasferito al Dayton Forensic Center, una «struttura di massima sicurezza [...] circondata da doppie recinzioni sormontate da rotoli di filo metallico con lame avvolti intorno a filo spinato e [con] un sistema di sicurezza più rigido della maggior parte delle carceri».
Il 22 settembre 1981 avvenne l'ennesimo trasferimento in un altro manicomio criminale di massima sicurezza, il Central Ohio Regional Forensic Unit di Columbus dove, assistito dalla dottoressa Judyth Box e in seguito dal dottor John Davis, Milligan ricevette le cure per il disturbo dissociativo di personalità. Il 22 dicembre dello stesso anno Billy sposò la sorella di un paziente del Dayton Forensic Center, ma dopo poco più di un mese la donna scappò, sostenendo di non riuscire a sopportare l'attenzione dei mass media; fuggì con l'auto di Billy dopo avere prelevato tutti i soldi depositati sul conto corrente che avevano in comune. Il 15 aprile 1982, giudicato oramai innocuo per sé e per gli altri, Billy fu trasferito all'Athens Mental Health Center. Lì, dietro restrizioni e sotto una stretta supervisione, ricominciò a seguire la terapia del dottor Caul.

### Il rilascio
Nel 1988, dopo altri due trasferimenti nei manicomi di Massillon e di nuovo a Columbus, Billy Milligan ottenne il rilascio definitivo. Il 1º agosto 1991 gli psichiatri e i tribunali dell'Ohio lo dichiararono oramai "fuso", ovvero guarito dalla malattia di disordine mentale, pertanto non più soggetto a supervisioni psichiatriche. Si stabilì in California, dove divenne proprietario di una casa di produzione cinematografica: la Stormy Life Productions.

### La morte
Nel 2012 gli fu diagnosticato un tipo di sarcoma molto aggressivo. Milligan venne ricoverato in una casa di cura a Columbus, dove morì il 12 dicembre 2014, all'età di 59 anni.

## Le 24 identità di Billy
Grazie agli interrogatori svolti in prigione e negli ospedali psichiatrici, le varie personalità di Billy Milligan emersero una dopo l'altra, rivelando il meccanismo con cui prendevano il controllo della coscienza: «ci troviamo in una stanza buia. In mezzo a questa stanza, sul pavimento, c'è una chiazza di luce. Chiunque faccia un passo dentro la luce esce sul posto, ed è fuori nel mondo reale, e possiede la coscienza. Questa è la persona che gli altri - quelli fuori - vedono e sentono e a cui reagiscono. Gli altri possono continuare a fare le solite cose, studiare, dormire, parlare o giocare. Ma chi è fuori, chiunque sia, deve fare molta attenzione a non rivelare l'esistenza degli altri. È un segreto di famiglia».
Qui di seguito sono elencate le 24 personalità emerse, come furono rivelate da Milligan durante gli interrogatori e i colloqui con i vari psichiatri all'epoca del processo per lo stupro delle studentesse:

### I dieci
Queste sono le personalità emerse sin dai primi interrogatori:
- William Stanley Milligan, 26 anni. È l'identità centrale, quella originale. A solo un mese di vita Billy rischia di morire per un tumore all'esofago, da cui riesce a sopravvivere. I suoi genitori biologici sono Dorothy Sands (cantante) e Johnny Morrison (comico e cabarettista). Ha un fratello maggiore, James, e una sorella minore di nome Kathy Jo. Il padre Johnny, da qualche tempo senza più ingaggi, finisce con lo sprofondare nei debiti e nell'alcol. Disperato, tenta inutilmente il suicidio ingerendo un miscuglio di sonniferi e alcol, ma è solo in seguito a un secondo tentativo che, aspirando il gas di scarico della sua auto, trova la morte. All'epoca Billy aveva appena quattro anni. La famiglia si trasferisce a Circleville, in Ohio, e, dopo un breve matrimonio con Dick Jonas, Dorothy sposa Chalmer Milligan, che aveva già due figlie (tra cui Challa, la secondogenita), con cui si trasferisce a Lancaster, sempre in Ohio. Dopo pochi mesi di matrimonio Chalmer si dimostra violento, specialmente con Dorothy e Billy, fino ad arrivare ad abusare sessualmente di lui più volte e a torturarlo (per esempio appendendolo per le dita delle mani e dei piedi e perfino seppellendolo vivo[2]). Solo diversi anni dopo la madre verrà a saperlo e nel 1972 divorzierà da Chalmer. La prima personalità a emergere nella mente di Billy è Christene[4][14] (poco prima del suicidio del padre Johnny), seguita da Shawn. La definitiva dissociazione in 24 personalità avviene, però, solo in seguito agli abusi sessuali da parte del patrigno Chalmer. Billy non sa dell'esistenza delle altre identità. Avverte solo dei «vuoti di tempo»[4][15]. Quando pensa di aver fatto qualcosa di male tenta il suicidio; per questo motivo le personalità dominanti lo tengono costantemente addormentato.
- Arthur, 22 anni. Londinese, conserva un forte accento britannico. È una delle due personalità dominanti ed è quella che, assieme a Ragen, decide chi, a seconda della situazione, deve "emergere". Studia biologia e medicina, con un particolare interesse per l'ematologia. Conosce la lingua araba, che legge e scrive correntemente.
- Ragen Vadascovinich, 23 anni. Iugoslavo. Definito il guardiano della rabbia. Assieme ad Arthur è l'altra personalità dominante. Ha un forte accento slavo, proprio di chi è cresciuto nell'Europa dell'Est. Conosce la lingua serbo-croata. Esperto di karate, è una personalità violenta e l'unica autorizzata a usare le armi, ma è anche quella che deve proteggere le altre identità e occuparsi del loro sostentamento; per questo rapina banche e lavora come "protettore" dei traffici di stupefacenti e di armi. È colui che decide chi deve prendere il controllo nei momenti di pericolo. In più occasioni dimostra una forza incredibile (più volte manda in pezzi o stacca dal muro il gabinetto della sua cella di detenzione semplicemente a mani nude), grazie alla sua capacità di controllare e concentrare l'adrenalina e le secrezioni tiroidee. Non vede i colori ed è un fervido comunista.
- Allen, 18 anni. Il manipolatore. Suona la batteria e dipinge ritratti. È una delle personalità che interagisce di più con l'esterno, quella che costruisce le relazioni sociali al posto di Billy. È anche l'unica identità a fumare le sigarette.
- Tommy, 16 anni. Esperto di elettronica e mago della fuga, è quello che prende il controllo quando si tratta di liberare Billy da corde, manette e camicie di forza, grazie alla sua capacità di controllare muscoli e ossa delle mani. Gli piace dipingere paesaggi.
- Danny, 14 anni. Ha due fobie incontrollabili: quella per gli uomini (poiché era quello che emergeva durante gli abusi sessuali di Chalmer, il patrigno di Billy, subendoli al suo posto) e quella per la terra (nata quando Chalmer costrinse Billy a scavarsi una fossa per poi seppellirlo vivo). Gli piace dipingere, ma esclusivamente nature morte.
- David, 8 anni. Definito il guardiano del dolore, viene fatto emergere all'esterno quando a Billy viene fatto del male, così da fargli "assorbire" tutto il dolore e risparmiarlo agli altri. È quello che rompe il patto stretto tra le varie personalità, svelando la loro esistenza alla psichiatra Dorothy Turner.
- Christene, 3 anni. Chiamata la bambina dell'angolo, perché a scuola veniva spesso messa nell'angolo per punizione. È stata la prima personalità a emergere[4][14], quando Billy aveva quattro anni (ancor prima del primo tentativo di suicidio da parte del padre Johnny). Le piace disegnare fiori e farfalle, da mostrare al fratello Christopher, ed è dislessica.
- Christopher, 13 anni, fratello di Christene.
- Adalana, 19 anni. Lesbica. Timida, scrive poesie. È l'unica, fra le varie identità, ad avere la capacità di sostituirsi alla personalità emersa e «rubargli il tempo»[4][15]. È quella che commette materialmente gli stupri, compiuti per sopperire al suo bisogno di essere amata. Quando Arthur lo scopre, la bandisce, vietandole categoricamente di «uscire sul posto»[4][15] in futuro. Da quel momento Adalana entra a fare parte degli indesiderabili.

### Gli indesiderabili
Sono le personalità bandite da Arthur poiché giudicate pericolose per la libertà e la sopravvivenza delle altre. Hanno il divieto categorico di «uscire sul posto», ma non appena ne hanno l'occasione approfittano dei sempre più frequenti "momenti di confusione" per sfuggire al controllo di Arthur e uscire all'esterno.
- Philip, 20 anni. Delinquente originario di Brooklyn. Spaccia e assume droga di ogni tipo. Si dedica al «lavoro perfetto»:[16] quello di "ripulire" le aree di sosta dagli omosessuali che normalmente le frequentano, derubando i malcapitati per poi abbandonarli nei boschi (è l'autore materiale dei pestaggi nelle piazzole di sosta delle contee di Fairfield e Hocking).
- Kevin, 20 anni. Criminale. Come Philip, spaccia e assume droga. È quello che organizza il furto di stupefacenti alla farmacia Gray Drug Store. Durante la permanenza al manicomio criminale di Lima, Kevin viene tolto dalla cerchia degli indesiderabili e reintegrato, poiché l'unico, assieme a Ragen, a opporre resistenza alle violenze e maltrattamenti inflitti a Billy dal personale della struttura.
- Walter, 22 anni. Australiano. Gli piace andare a caccia e ha un buon senso dell'orientamento. Viene bandito da Arthur perché uccise un corvo nel bosco, violando così la regola di non uccidere animali.
- April, 19 anni. Di Boston. Ha un unico pensiero fisso: torturare e uccidere Chalmer Milligan, vendicandosi di tutto il dolore causato a Billy. Per questo suo desiderio di vendetta viene bandita.
- Samuel, 18 anni. Ebreo. È l'unico a credere in Dio. Viene bandito da Arthur perché infrange la quinta regola comportamentale (non violare le proprietà altrui), vendendo dei quadri firmati dalle altre personalità.
- Mark, 16 anni. Svolge i lavori manuali senza protestare.
- Steve, 21 anni. Gli piace ridere, scherzare e soprattutto prendere in giro gli altri (compreso le altre personalità) facendo le loro imitazioni. Durante la detenzione a Lebanon viene bandito poiché il suo comportamento aveva portato Billy a trascorrere dieci giorni nella cella di isolamento. È convinto di essere la personalità centrale, mentre considera tutte le altre identità pure invenzioni della sua fantasia.
- Lee, 20 anni. Emerge per la prima volta nel riformatorio di Lebanon. Sempre pronto a fare battute e a organizzare scherzi agli altri detenuti e persino alle altre personalità, viene bandito poiché finiva per crearsi inimicizie e guai.
- Jason, 13 anni. È la valvola di sfogo, e attraverso i suoi pianti, grida e crisi isteriche vengono scaricate le tensioni interne accumulate da Billy.
- Robert, 17 anni. Vuole essere chiamato solo Bobby. Ama fantasticare e sogna di diventare un attore. Durante il periodo di detenzione a Lebanon, inizia uno sciopero della fame a oltranza. Ritenuto pericoloso per la salute di Billy, viene bandito.
- Shawn, 4 anni. Sordo, emette un ronzio con la bocca per sentire le vibrazioni nella testa. È la seconda personalità a emergere ed è quella che inizialmente «esce sul posto»[15] quando Billy deve essere punito.
- Martin, 19 anni. Viene da New York, ed è stato bandito perché assume atteggiamenti da sbruffone, superficiale e snob.
- Timothy, 15 anni. Chiamato familiarmente Timmy, ama i fiori. Ha lavorato presso un fioraio, ma quando il proprietario del negozio, omosessuale, lo ha corteggiato, spaventato, lo accoltella e scappa successivamente.

### Il Maestro
- Il Maestro, 26 anni. La fusione di tutte le personalità, i talenti e i ricordi di ognuna di esse. È un autodidatta dai molteplici interessi: tutte le conoscenze vantate dalle varie personalità provengono dai suoi studi condotti in maniera autonoma. È il vero Billy Milligan.

### Le cinque regole
Tra le personalità si stabilisce un codice comportamentale da seguire rigorosamente, pena la definitiva messa al bando nella cerchia degli indesiderabili e, quindi, il divieto assoluto di uscire all'esterno. Le regole sono cinque:
- 1. Non dire bugie.
- 2. Proteggere le donne e i bambini.
- 3. Osservare la castità.
- 4. Mantenersi intellettualmente attivi, coltivando interessi molteplici e studiando un proprio campo di specializzazione.
- 5. Non violare la proprietà delle altre personalità.

A queste se ne aggiungono nel corso del tempo altre "minori", come per esempio la regola di non uccidere animali.

## Influenza sui media

### Libri
Nel 1981 Daniel Keyes pubblicò una biografia su Billy Milligan intitolata Una stanza piena di gente, scritta in collaborazione con lo stesso Milligan e le sue personalità, assieme ai medici che lo presero in cura, avvocati, familiari e datori di lavoro. Daniel Keyes scrisse anche un seguito, intitolato The Milligan Wars: A True-Story Sequel. Il libro è stato pubblicato in Giappone (1994), in Ungheria (1995), in Taiwan (1999), in Indonesia (2006) e in Francia (2008). Negli Stati Uniti non è stata permessa fino a ora la pubblicazione a causa dell'azione legale intrapresa da Billy Milligan contro lo Stato dell'Ohio per il presunto inadeguato trattamento ricevuto nei manicomi criminali di massima sicurezza. Si parla, però, di una sua pubblicazione a seguito dell'uscita del film The Crowded Room.

### Cinema
- La storia di Billy Milligan sarebbe dovuta essere il soggetto di un film dal titolo The Crowded Room, la cui uscita era prevista per il 2020 e che si sarebbe avvalso di Leonardo DiCaprio nel ruolo di Billy[18]. Già nel 1992 giravano voci su una trasposizione cinematografica della biografia di Milligan, prendendo come punto di partenza il libro Una stanza piena di gente di Daniel Keyes e avvalendosi della consulenza diretta dello stesso Milligan. Il regista avrebbe dovuto essere James Cameron, ma controversie e divergenze di opinioni con il produttore (Sandy Arcara) e con Milligan convinsero Cameron ad abbandonare il progetto[19]. Ad aprile del 2021 viene rivelato che al posto di un lungometraggio verrà realizzata una serie di dieci puntate con protagonista Tom Holland.[20]

- Liberamente ispirato alla storia di Milligan è il film del 2016 Split, scritto e diretto dal regista M. Night Shyamalan, che ha come protagonista James McAvoy nei panni di Kevin Wendell Creumb, un ragazzo con 23 personalità al suo interno. In una intervista il regista ha dichiarato apertamente di essere rimasto affascinato e ispirato dal libro di Daniel Keyes dedicato a Billy Milligan[21].
- Nel 2021, Netflix ha pubblicato una docuserie in quattro episodi intitolata "I 24 volti di Billy Milligan" (titolo in lingua originale "Monsters Inside: The 24 Faces of Billy Milligan"). La serie è diretta da Olivier Megaton.

### Teatro
La storia di Billy Milligan è il soggetto di uno spettacolo teatrale di Cinzia Tani, intitolato 24 volte Billy, diretto da Luigi Di Majo (Roma, Giardini della Filarmonica Romana, 18 luglio 2012).

### Giochi da tavolo
È alle ventiquattro personalità di Billy Milligan e alla biografia Una stanza piena di gente che è stato ispirato il gioco da tavolo "Michael". Frutto del lavoro di Laura Severino, Jonathan Panada, Alessandro Manuini e Giulia Tamagni, è edito da Mancalamaro ed è giocabile da uno a quattro giocatori.

## Curiosità
Nei primi anni ottanta furono effettuati in America studi di approfondimento sul disturbo di personalità multipla che hanno dimostrato come ciascuna delle identità di un paziente realmente affetto dalla malattia possegga caratteristiche fisiologiche diverse, non simulabili da un soggetto sano. Lo studio è stato condotto sottoponendo a elettroencefalografia sia soggetti con disturbo dissociativo di personalità, sia soggetti sani a cui era stato chiesto di simulare altre identità. I risultati hanno dimostrato che nei soggetti sani il tracciato cerebrale rimane invariato, mentre nei malati ogni tracciato è diverso a seconda della personalità emersa al momento dell'esame. A maggio del 1978 Billy Milligan fu sottoposto per ordine del tribunale a due elettroencefalogrammi, eseguiti a distanza di due settimane l'uno dall'altro da medici diversi. I due tracciati risultarono completamente diversi, presentando inoltre un'attività cerebrale con peculiarità di norma non riscontrabili in un adulto, mentre tipiche nei bambini.